# Domenico Pozzovivo
Domenico Pozzovivo (født 30. november 1982 i Policoro, Italien) er en italiensk tidligere professionel landevejscykelrytter. 
Han blev professionel for det irske kontinentalhold Colnago-CSF Bardiani. Han var tilknyttet det franske hold Ag2r-La Mondiale fra 2013-2017, inden han skiftede til Bahrain-Merida i 2018.

## Resultater
Sejre i 2012:
Etapesejr på 3. etape i Giro del Trentino.
Vinderen af den samlede stilling i Giro del Trentino.
Vinderen af den grønne bjergtrøje i Giro del Trentino. 
Etapesejr på 8. etape i Giro d'Italia